# برج الحواس
برج الحواس أو إزواتن لاز أي (شجيرات الجوع)، مدينة وبلدية تابعة إقليميا إلى دائرة جانت ولاية جانت الجزائرية (ولاية إليزي سابقًا). أغلب سكانها من البدو الرحل (الطوارق).

## الموقع الجغرافي
يحد بلدية برج الحواس كل من:
- شمالا:ولاية إليزي
- جنوبا:بلدية جانت
- شرقا:بلدية جانت
- غربا:ولاية تمنراست
- ترتفعُ برج الحواس 1094 متر عن مستوى سطح البحر.

## التاريخ
إبان الاستعمار الفرنسي شهدت هذه المؤسسة إنشاء عدة معسكرات للفرنسيين أهمها برج قارديل الذي سميت به هذه المدينة سابقاً (بلدية قارديل)

## أحياء وقرى البلدية
- تتكون بلدية برج الحواس من فرعين تابعين لها وهما فرع إهرير وهي عبارة عن واحة صغيرة تتميز بطبيعتها الجميلة والخلابة وهي من ضمن المناطق الرطبة المصنفة عالميا، الفرع الثاني فرع تبكات وهي عبارة عن منطقة رعوية حيث هذا الأخير بدأت في عملية النشاط الفلاحي.أما فيما يخص أحياء مدينة برج الحواس هما كالتالي ـ حي وسط المدينة حي 60 مسكن حي 50 مسكن حي أهل عزي حي العرب حي تين أتيوك حي تين قدازن حي تين تمشي حي أوزلام حي إهججيرن حيث يبعد عن مقر البلدية حوالي 14 كلم.

## المنشآت القاعدية
المنشآت الإدارية:
- مقر البلدية.
- مقر مصالح المنشآت القاعدية (الطرقات)
- مقر مصلحة الري.
- مقر مصلحة البناء والتعمير
- مقر مصلحة السكن والتجهيزات العمومية...
- مركب رياضي ؛ثانوية؛ ملعب بلدي في طور الإنجاز

## الفلاحة
هذا النشاط غير منعدم غير أن المصالح الفلاحية للدولة لم تلق لها بال إذ أن الأرض صالحة للزراعة ولكن المشكل يبقى مطروح للدولة حيث يجد الفلاح صعوبة في هذا.

### وصلات خارجية
- إذاعة إيليزي الجهوية: البث الحي.